# 圆叶舌蕨
圆叶舌蕨（学名：Elaphoglossum sinii），为舌蕨科舌蕨属下的一个植物种。